# Olympische Sommerspiele 2016/Leichtathletik – 400 m Hürden (Frauen)

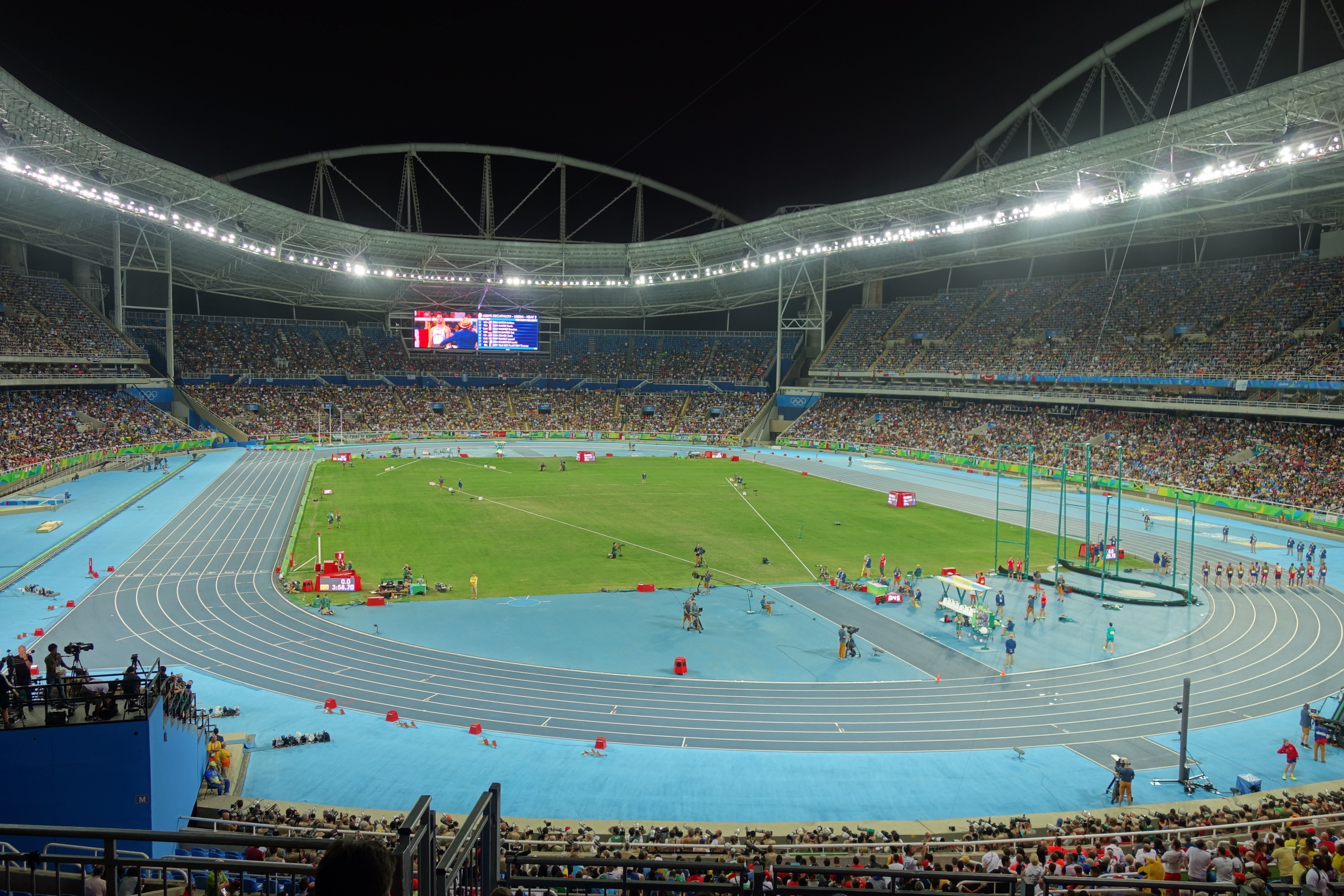
Innenraum des Estádio Olímpico João Havelange während der Spiele von Rio

Der 400-Meter-Hürdenlauf der Frauen bei den Olympischen Spielen 2016 in Rio de Janeiro wurde am 15., 16. und 18. August 2016 im Estádio Nilton Santos ausgetragen. 48 Athletinnen nahmen teil.
Olympiasiegerin wurde die US-Amerikanerin Dalilah Muhammad. Die Dänin Sara Petersen gewann die Silbermedaille. Bronze ging an die US-Amerikanerin Ashley Spencer.
Für Deutschland startete Jackie Baumann, die in der Vorrunde ausschied.

Auch die Schweizerinnen Petra Fontanive und Léa Sprunger scheiterten in der Vorrunde.

Athletinnen aus Österreich und Liechtenstein nahmen nicht teil.

## Aktuelle Titelträgerinnen
| Olympiasiegerin                         | Natalja Antjuch ( Russland)     | 52,70 s | London 2012    |
| Weltmeisterin                           | Zuzana Hejnová ( Tschechien)    | 53,50 s | Peking 2015    |
| Europameisterin                         | Sara Slott Petersen ( Dänemark) | 55,12 s | Amsterdam 2016 |
| Nord-/Zentralamerika-/Karibik-Meisterin | Tiffany Williams ( USA)         | 54,35 s | San José 2015  |
| Südamerika-Meisterin                    | Déborah Rodríguez ( Uruguay)    | 56,33 s | Lima 2015      |
| Asienmeisterin                          | Kemi Adekoya ( Bahrain)         | 54,31 s | Wuhan 2015     |
| Afrikameisterin                         | Wenda Nel ( Südafrika)          | 54,86 s | Durban 2016    |
| Ozeanienmeisterin                       | Betty Burua ( Papua-Neuguinea)  | 59,10 s | Cairns 2015    |

## Rekorde

### Bestehende Rekorde
| Weltrekord         | Julija Petschonkina ( Russland) | 52,34 s | Tula, Russland                        | 8. August 2003  |
| Olympischer Rekord | Melaine Walker ( Jamaika)       | 52,64 s | Finale OS Peking, Volksrepublik China | 20. August 2008 |

Der bestehende olympische Rekord wurde bei diesen Spielen nicht erreicht. Die schnellste Zeit lief die US-amerikanische Olympiasiegerin Dalilah Muhammad im Finale am 18. August mit 53,13 s. Damit verfehlte sie den Rekord um 49 Hundertstelsekunden. Zum Weltrekord fehlten ihr 79 Hundertstelsekunden.

### Rekordverbesserung
Es wurde ein neuer Landesrekorde aufgestellt:

53,55 s – Sara Slott Petersen (Dänemark), Finale am 18. August
Anmerkung:
Alle Zeitangaben sind auf die Ortszeit Rio (UTC-3) bezogen.

## Vorrunde
Die Vorrunde wurde in sechs Läufen durchgeführt. Für das Halbfinale qualifizierten sich pro Lauf die ersten drei Athletinnen (hellblau unterlegt). Darüber hinaus kamen die sechs Zeitschnellsten, die sogenannten Lucky Loser (hellgrün unterlegt), weiter.

### Lauf 1
15. August 2016, 21:50 Uhr
| Platz | Name                  | Nation     | Zeit (s) |
| ----- | --------------------- | ---------- | -------- |
| 1     | Ristananna Tracey     | Jamaika    | 54,88    |
| 2     | Zuzana Hejnová        | Tschechien | 55,54    |
| 3     | Ayomide Folorunso     | Italien    | 55,78    |
| 4     | Stina Troest          | Dänemark   | 56,06    |
| 5     | Sydney McLaughlin     | USA        | 56,32    |
| 6     | Petra Fontanive       | Schweiz    | 56,80    |
| 7     | Zurian Hechavarría    | Kuba       | 57,28    |
| 8     | Maureen Jelagat Maiyo | Kenia      | 57,97    |

### Lauf 2

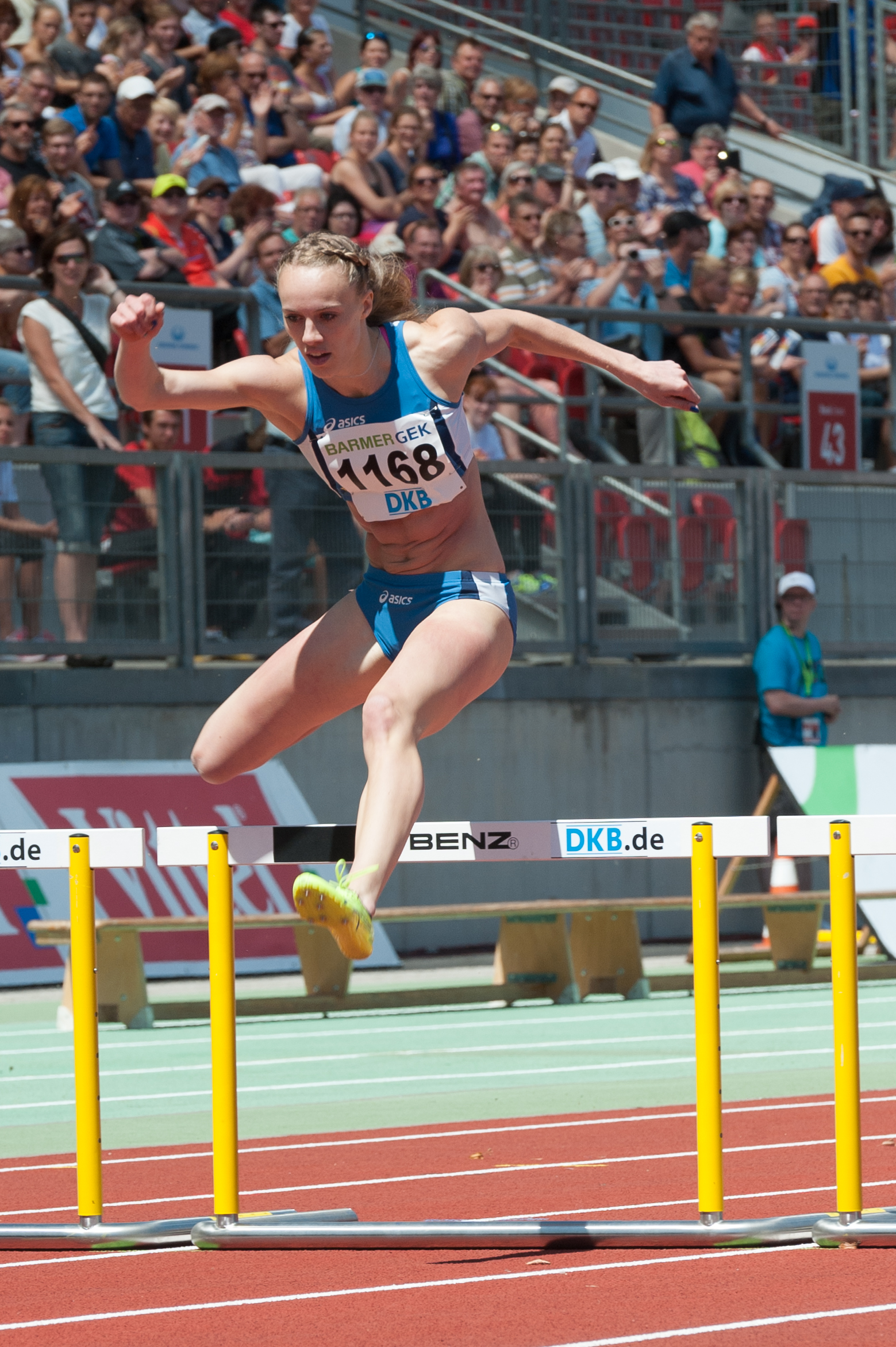
Jackie Baumann – ausgeschieden als Sechste des zweiten Vorlaufs
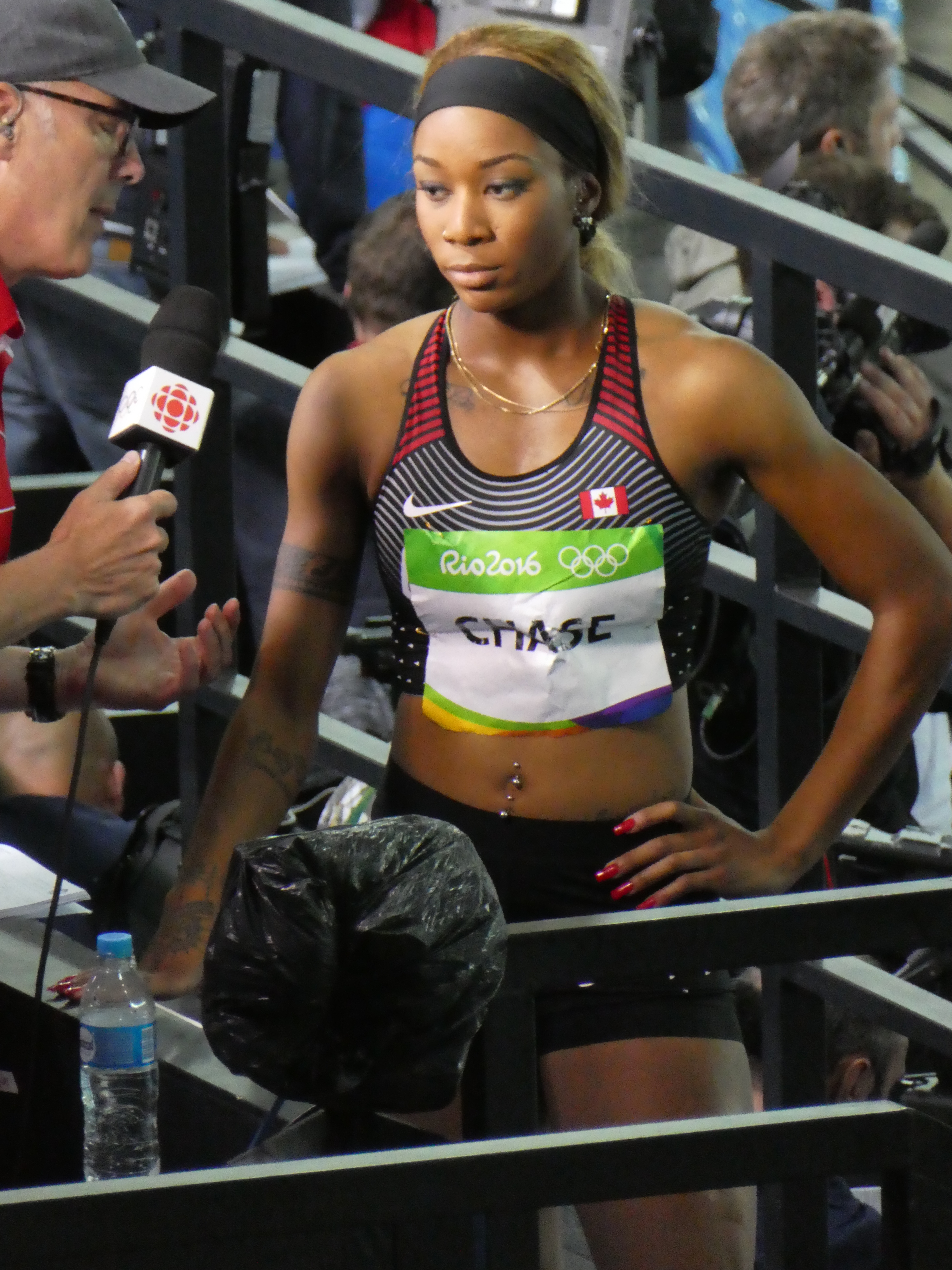
Chanice Chase – ausgeschieden als Achte des zweiten Vorlaufs

15. August 2016, 21:58 Uhr
| Platz | Name              | Nation              | Zeit        |
| ----- | ----------------- | ------------------- | ----------- |
| 1     | Joanna Linkiewicz | Polen               | 56,07 s     |
| 2     | Janieve Russell   | Jamaika             | 56,13 s     |
| 3     | Grace Claxton     | Puerto Rico         | 56,40 s     |
| 4     | Tia-Adana Belle   | Barbados            | 56,68 s     |
| 5     | Sparkle McKnight  | Trinidad und Tobago | 56,80 s     |
| 6     | Jackie Baumann    | Deutschland         | 59,04 s     |
| 7     | Drita Islami      | Mazedonien          | 1:01,18 min |
| 8     | Chanice Chase     | Kanada              | 1:02,83 min |

### Lauf 3

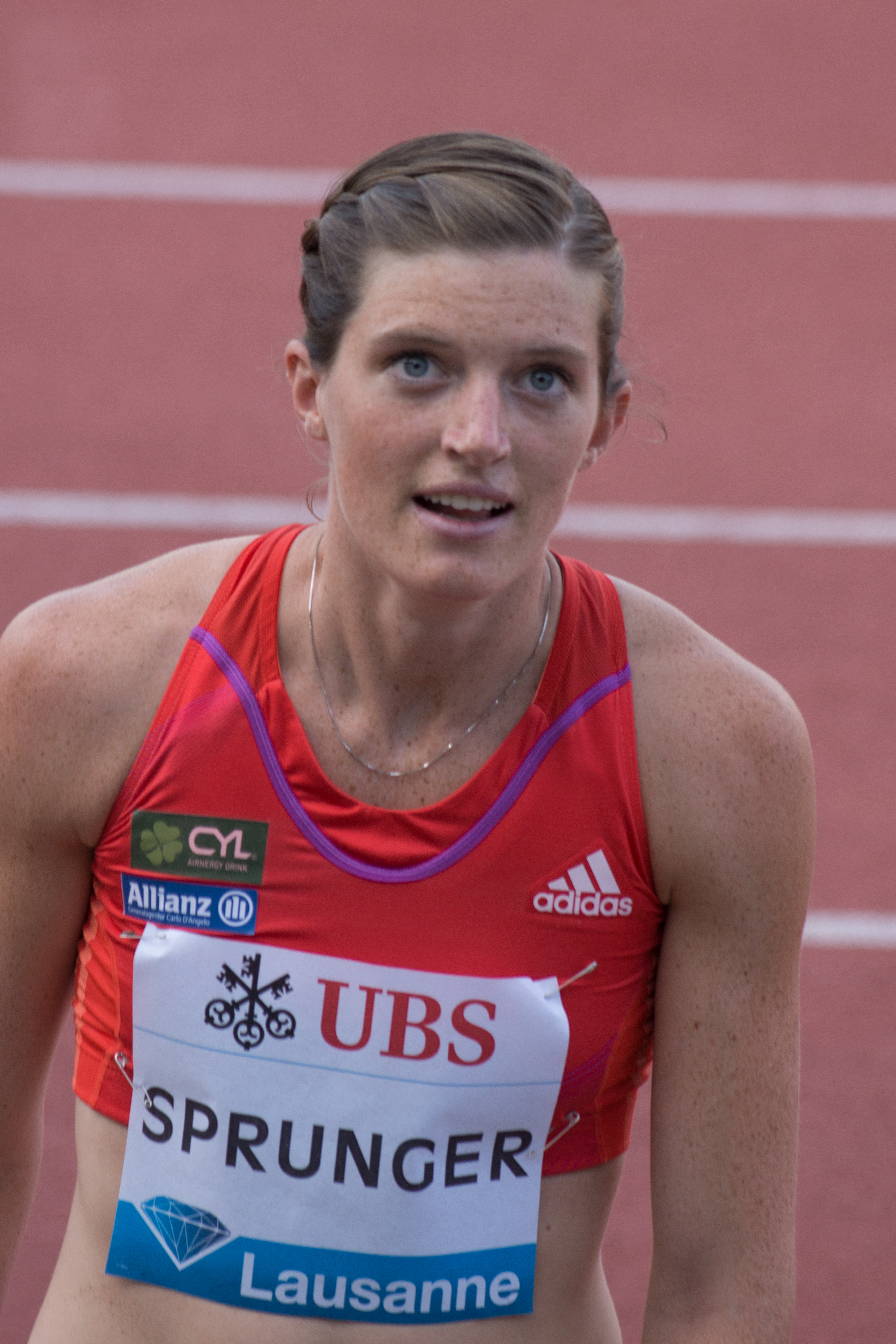
Léa Sprunger – ausgeschieden als Fünfte des dritten Vorlaufs
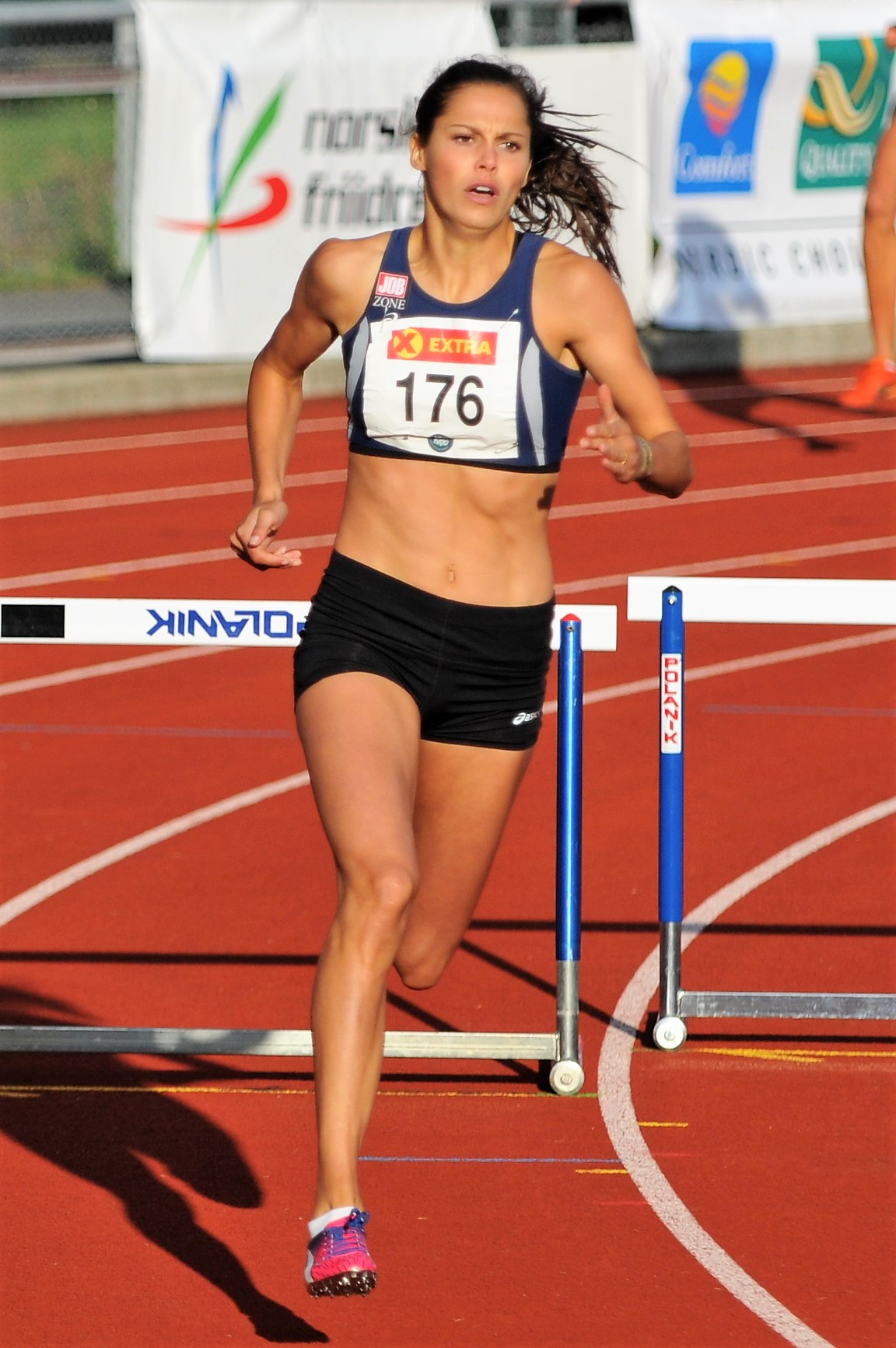
Amalie Iuel – ausgeschieden als Sechste des dritten Vorlaufs
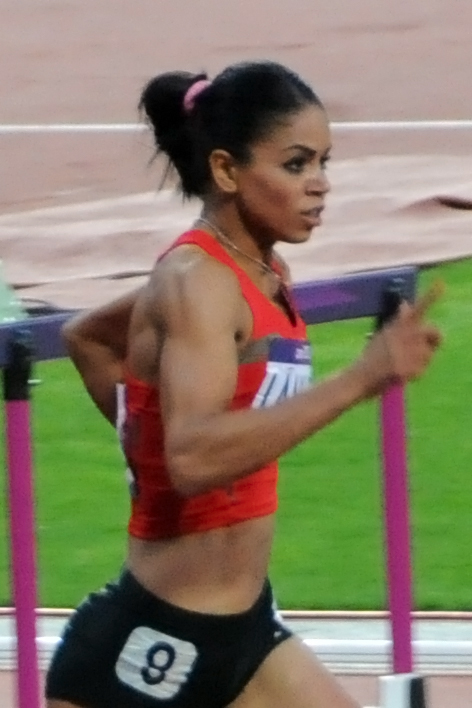
Hayat Lambarki – ausgeschieden als Siebte des dritten Vorlaufs

15. August 2016, 22:06 Uhr
| Platz | Name                | Nation     | Zeit        |
| ----- | ------------------- | ---------- | ----------- |
| 1     | Ashley Spencer      | USA        | 55,12 s     |
| 2     | Leah Nugent         | Jamaika    | 55,66 s     |
| 3     | Wiktorija Tkatschuk | Ukraine    | 56,14 s     |
| 4     | Denisa Rosolová     | Tschechien | 56,36 s     |
| 5     | Léa Sprunger        | Schweiz    | 56,58 s     |
| 6     | Amalie Iuel         | Norwegen   | 56,75 s     |
| 7     | Hayat Lambarki      | Marokko    | 1:00,83 min |
| 8     | Lilit Harutjunjan   | Armenien   | 1:03,13 min |

### Lauf 4

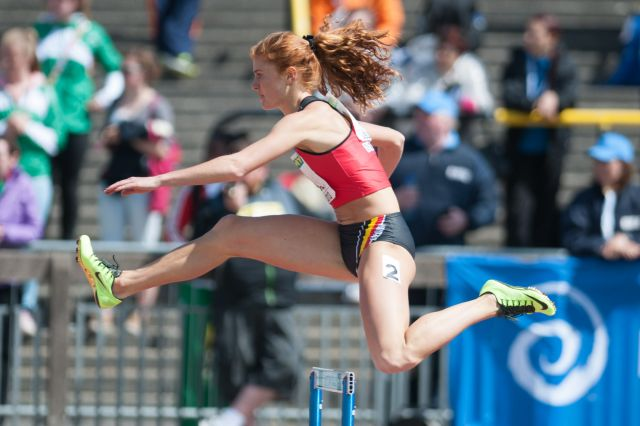
Axelle Dauwens – ausgeschieden
als Siebte des vierten Vorlaufs

15. August 2016, 22:14 Uhr
| Platz | Name                   | Nation              | Zeit (s) |
| ----- | ---------------------- | ------------------- | -------- |
| 1     | Sara Petersen          | Dänemark            | 55,20    |
| 2     | Wenda Nel              | Südafrika           | 55,55    |
| 3     | Emilia Ankiewicz       | Polen               | 55,89    |
| 4     | Yadisleidy Pedroso     | Italien             | 55,91    |
| 5     | Janeil Bellille        | Trinidad und Tobago | 56,25    |
| 6     | Kazjaryna Belanowitsch | Belarus             | 56,55    |
| 7     | Axelle Dauwens         | Belgien             | 57,68    |
| 8     | Ghofrane Mohamed       | Syrien              | 58,85    |

### Lauf 5

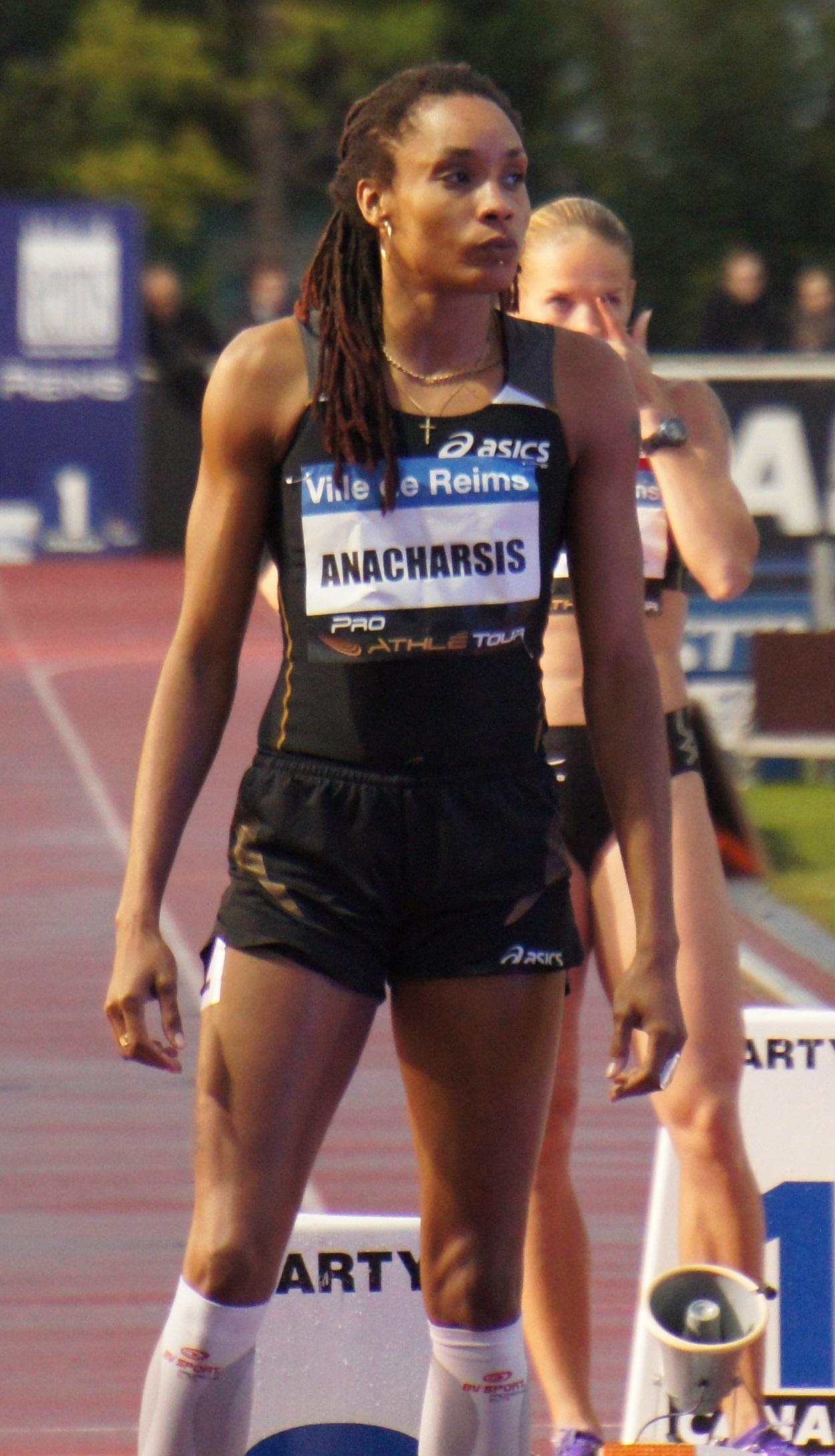
Phara Anacharsis – ausgeschieden als Fünfte des fünften Vorlaufs
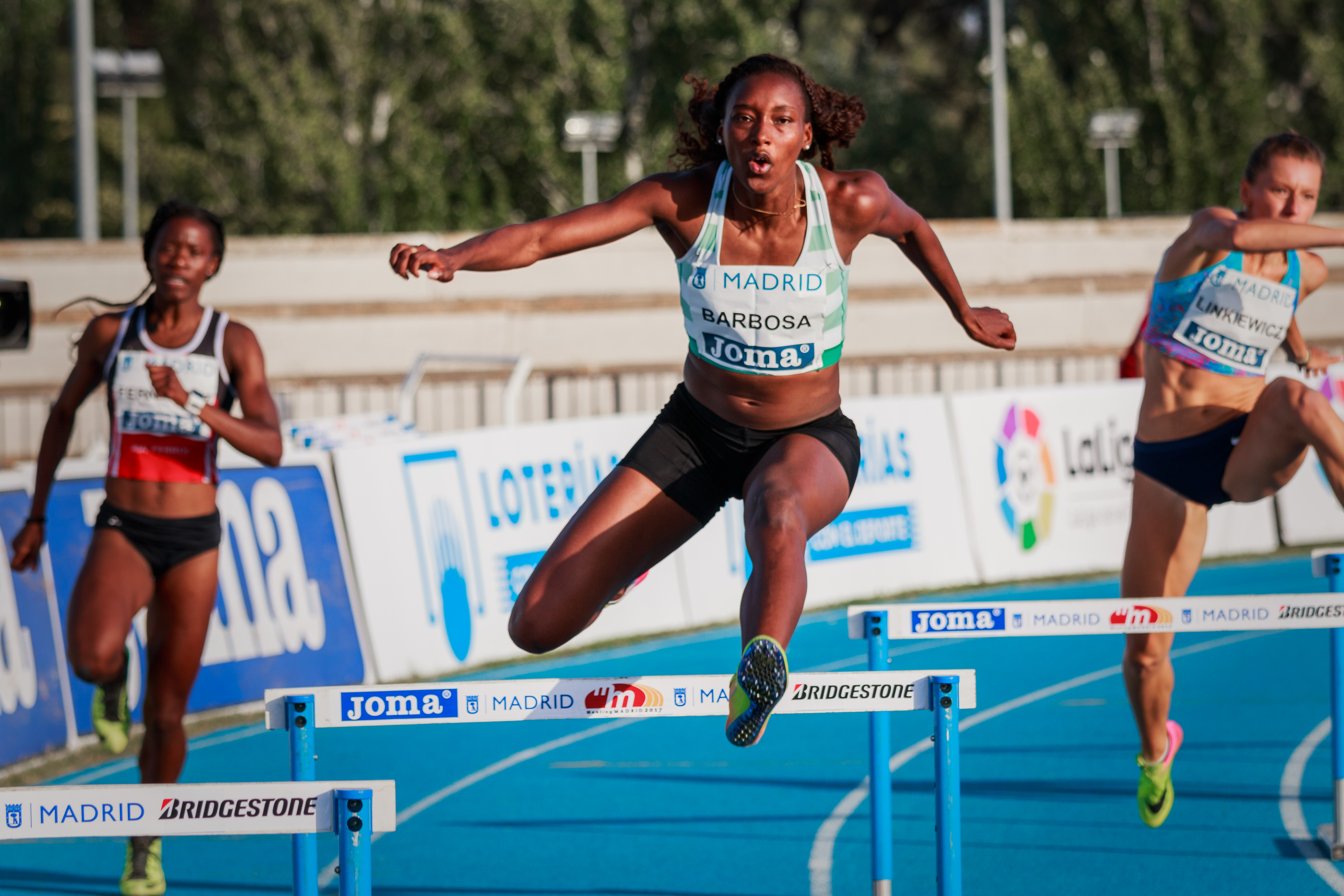
Vera Barbosa (Mitte) – ausgeschieden als Sechste des fünften Vorlaufs
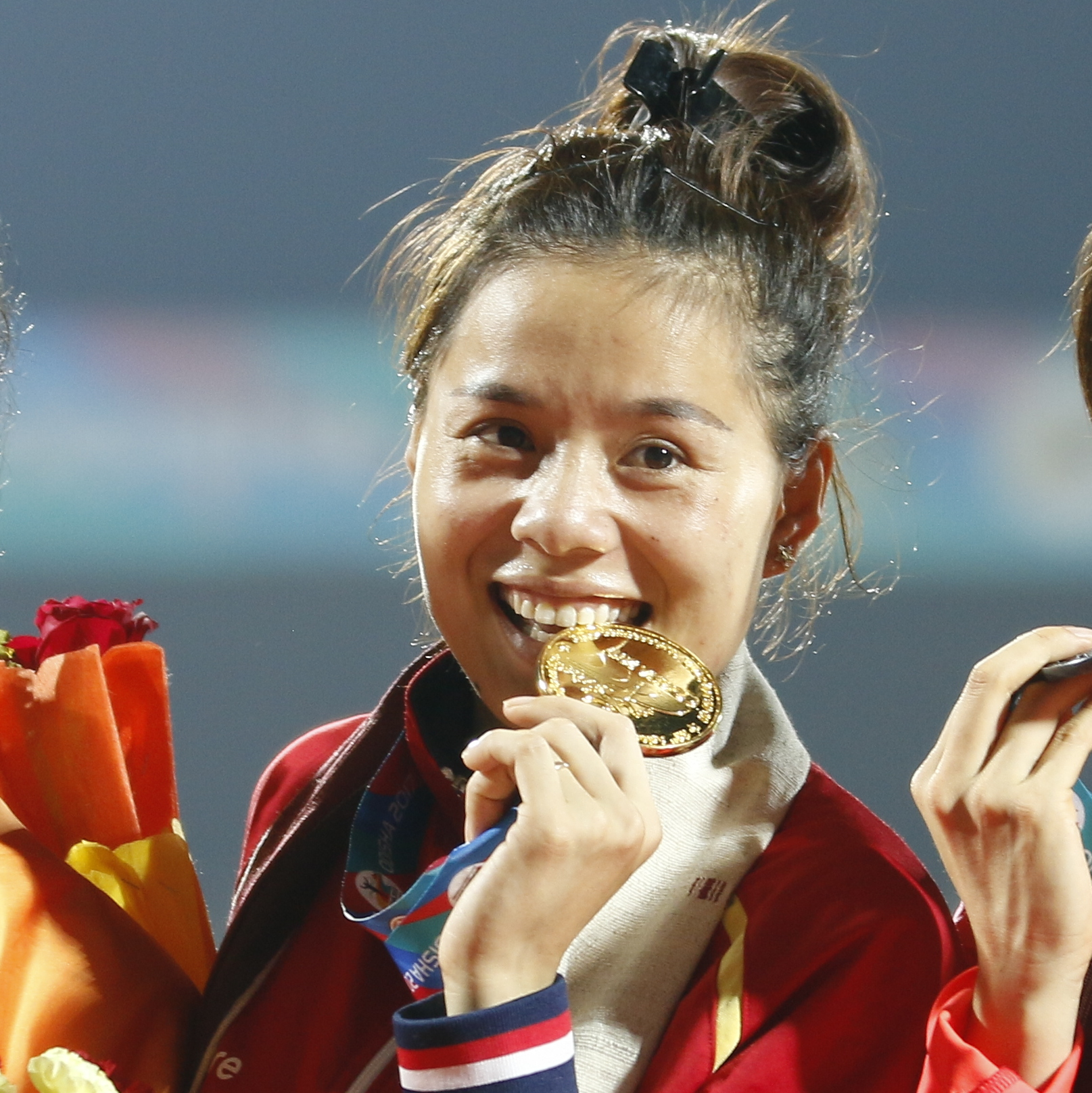
Nguyễn Thị Huyền – ausgeschieden als Siebte des fünften Vorlaufs

15. August 2016, 22:22 Uhr
| Platz | Name             | Nation     | Zeit        |
| ----- | ---------------- | ---------- | ----------- |
| 1     | Dalilah Muhammad | USA        | 55,33 s     |
| 2     | Noelle Montcalm  | Kanada     | 56,07 s     |
| 3     | Hanna Titimez    | Ukraine    | 56,24 s     |
| 4     | Lauren Wells     | Australien | 56,26 s     |
| 5     | Phara Anacharsis | Frankreich | 56,64 s     |
| 6     | Vera Barbosa     | Portugal   | 57,28 s     |
| 7     | Nguyễn Thị Huyền | Vietnam    | 57,87 s     |
| 8     | Natalya Asanova  | Usbekistan | 1:02,37 min |

### Lauf 6

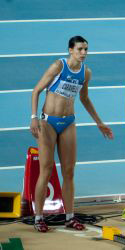
Marzia Caravelli – ausgeschieden als Sechste des sechsten Vorlaufs
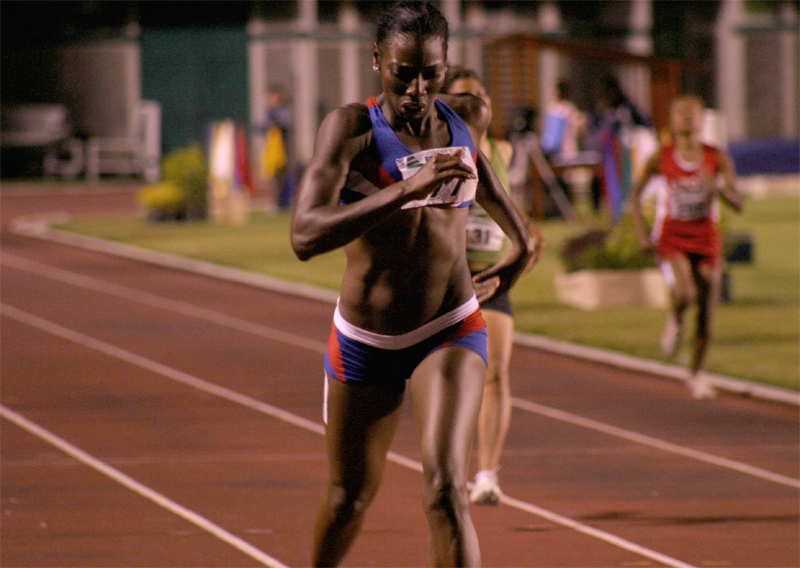
Sharolyn Scott – ausgeschieden als Siebte des sechsten Vorlaufs

15. August 2016, 22:30 Uhr
| Platz | Name                  | Nation         | Zeit (s) |
| ----- | --------------------- | -------------- | -------- |
| 1     | Eilidh Doyle          | Großbritannien | 55,46    |
| 2     | Sage Watson           | Kanada         | 55,93    |
| 3     | Olena Kolesnytschenko | Ukraine        | 56,61    |
| 4     | Amaka Ogoegbunam      | Nigeria        | 56,96    |
| 5     | Satomi Kubokura       | Japan          | 57,34    |
| 6     | Marzia Caravelli      | Italien        | 57,77    |
| 7     | Sharolyn Scott        | Costa Rica     | 58,2     |
| 8     | Alexandra Romanowa    | Kasachstan     | 59,36    |

## Halbfinale
Das Halbfinale umfasste drei Läufe. Für das Finale qualifizierten sich pro Lauf die ersten zwei Athletinnen (hellblau unterlegt). Darüber hinaus kamen die zwei Zeitschnellsten, die sogenannten Lucky Loser (hellgrün unterlegt), weiter.

### Lauf 1
16. August 2016, 21:10 Uhr
| Platz | Name                  | Nation     | Zeit (s) |
| ----- | --------------------- | ---------- | -------- |
| 1     | Zuzana Hejnová        | Tschechien | 54,55    |
| 2     | Ristananna Tracey     | Jamaika    | 54,80    |
| 3     | Joanna Linkiewicz     | Polen      | 55,35    |
| 4     | Stina Troest          | Dänemark   | 56,00    |
| 5     | Sydney McLaughlin     | USA        | 56,22    |
| 6     | Noelle Montcalm       | Kanada     | 56,28    |
| 7     | Ayomide Folorunso     | Italien    | 56,37    |
| 8     | Olena Kolesnytschenko | Ukraine    | 56,77    |

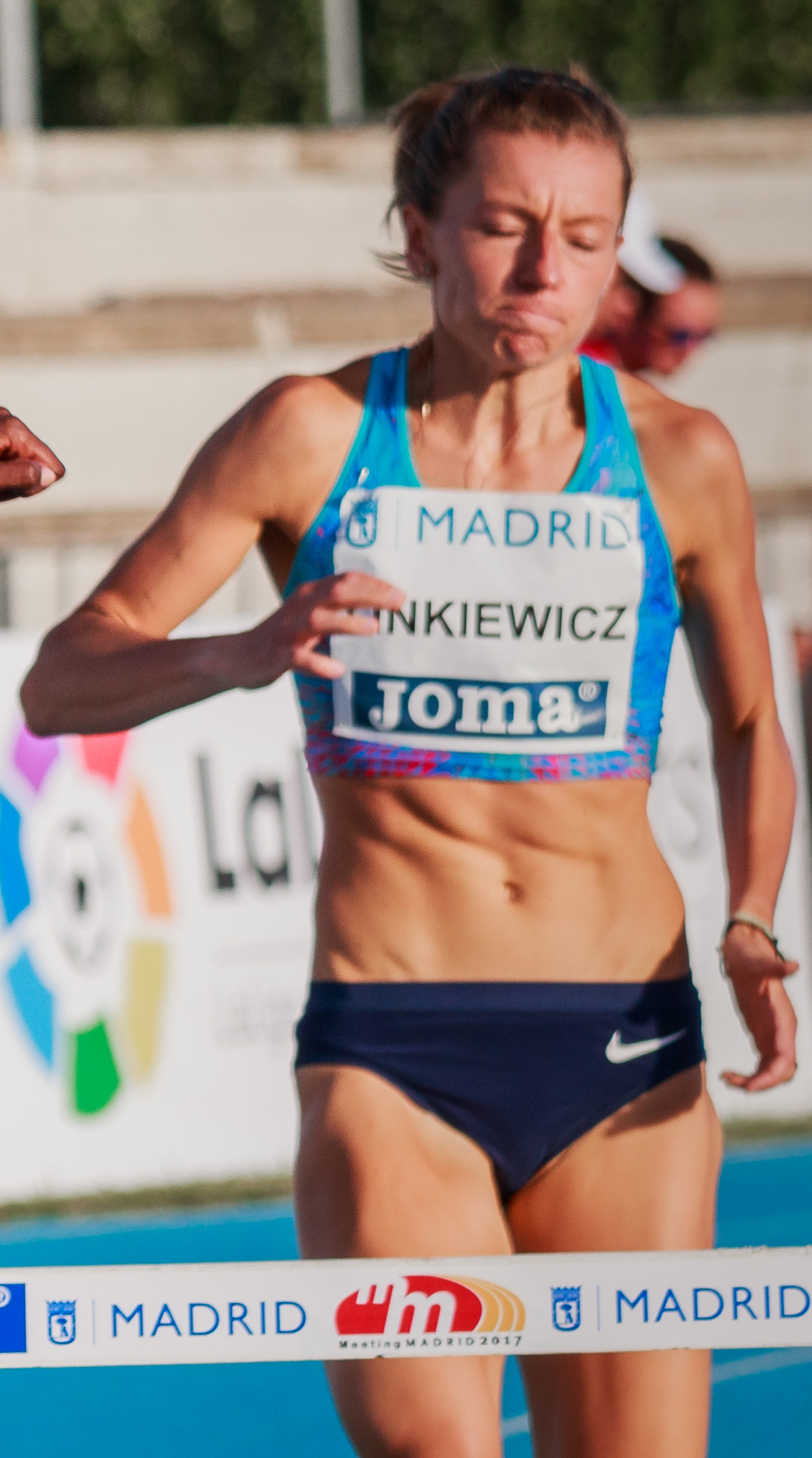
Joanna Linkiewicz – ausgeschieden als Dritte des ersten Halbfinals

Weitere im ersten Halbfinale ausgeschiedene Hürdenläuferinnen:

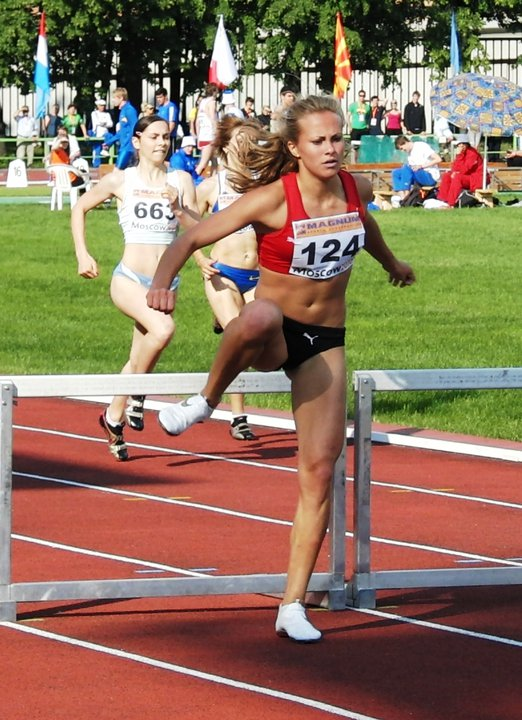
Stina Troest – Rang vier
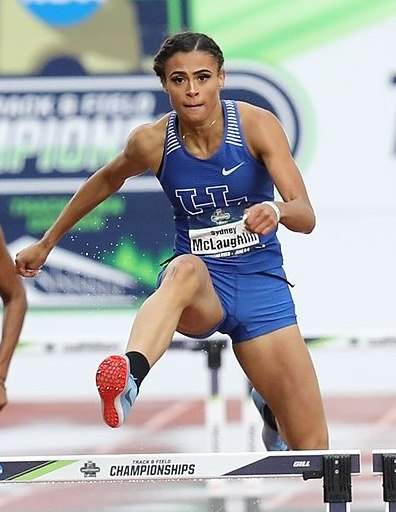
Sydney McLaughlin – Rang fünf
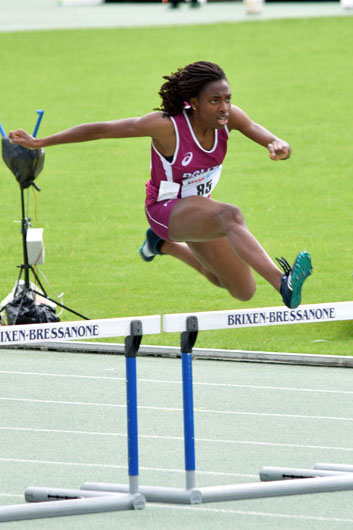
Ayomide Folorunso – Rang sieben

### Lauf 2
16. August 2016, 21:17 Uhr
| Platz | Name               | Nation         | Zeit (s) |
| ----- | ------------------ | -------------- | -------- |
| 1     | Ashley Spencer     | USA            | 54,92    |
| 2     | Janieve Russell    | Jamaika        | 54,92    |
| 3     | Eilidh Doyle       | Großbritannien | 54,99    |
| 4     | Hanna Titimez      | Ukraine        | 55,27    |
| 5     | Yadisleidy Pedroso | Italien        | 55,78    |
| 6     | Wenda Nel          | Südafrika      | 55,83    |
| 7     | Emilia Ankiewicz   | Polen          | 56,99    |
| 8     | Denisa Rosolová    | Tschechien     | 57,39    |

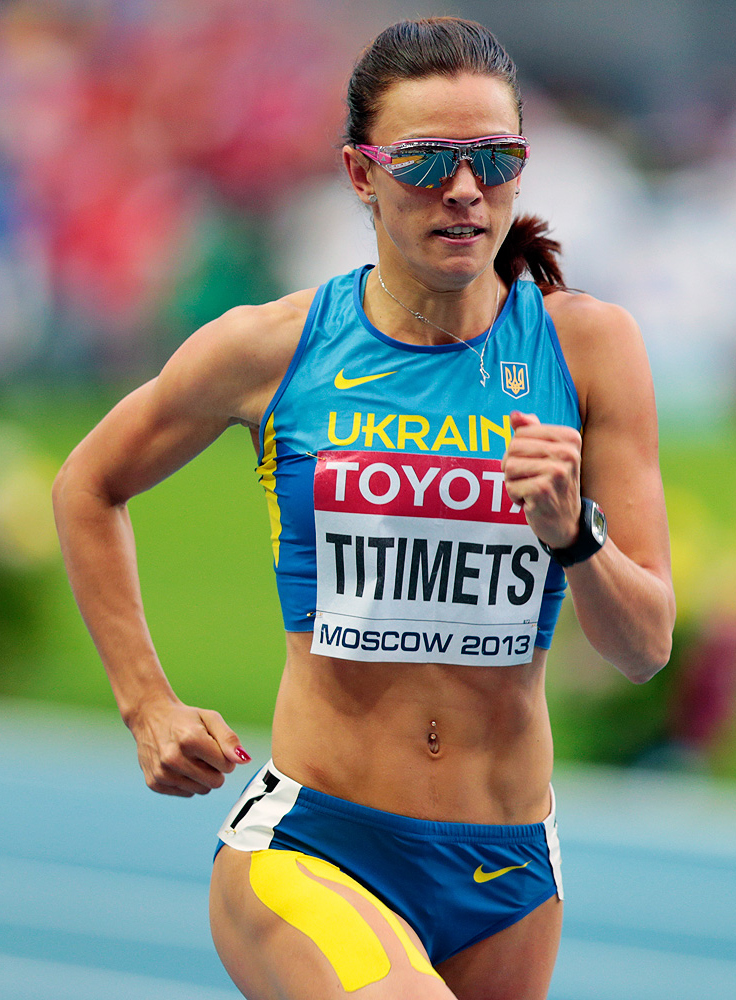
Hanna Titimez – ausgeschieden als Vierte des zweiten Halbfinals

Weitere im zweiten Halbfinale ausgeschiedene Hürdenläuferinnen:

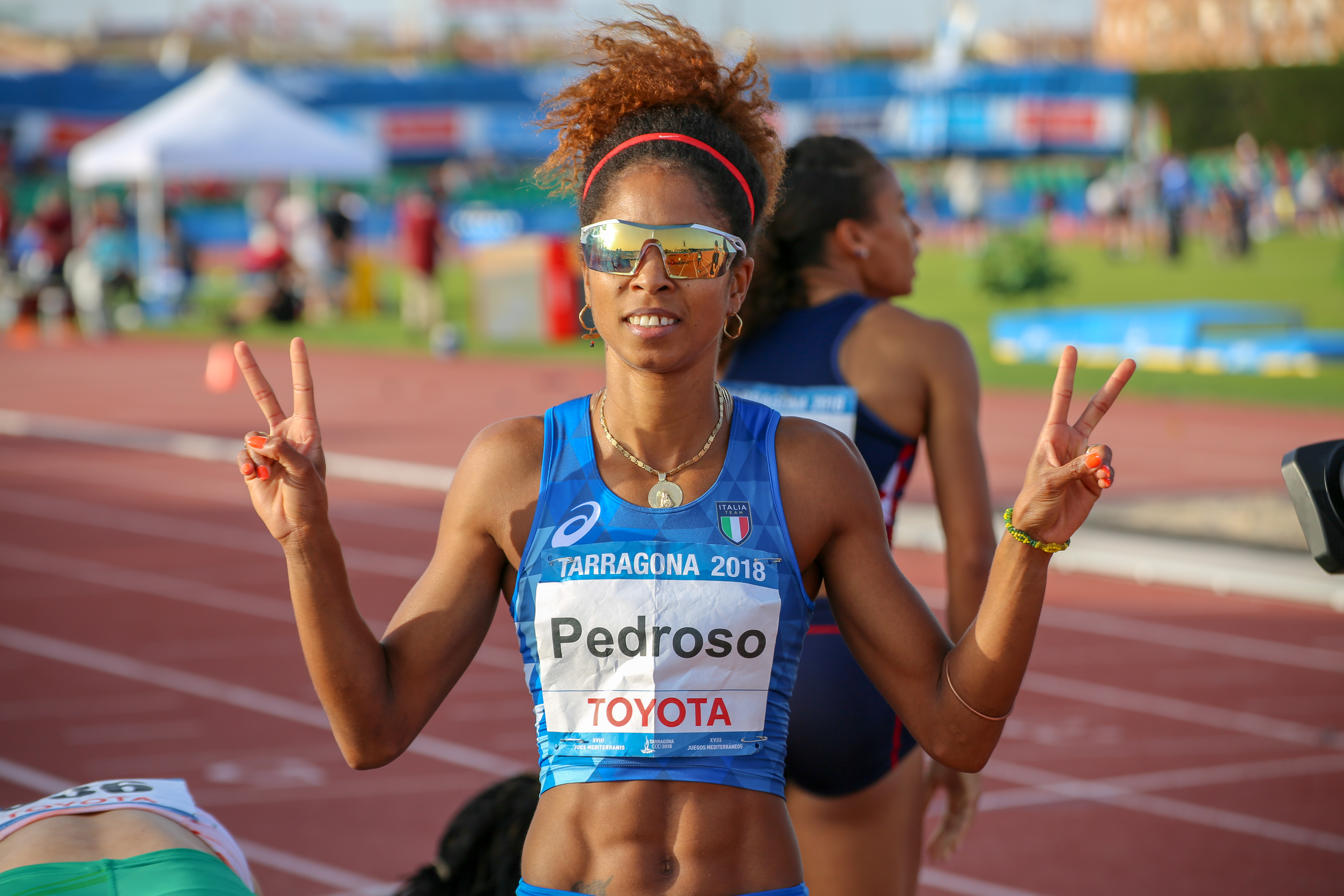
Yadisleidy Pedroso – Rang fünf
Wenda Nel – Rang sechs
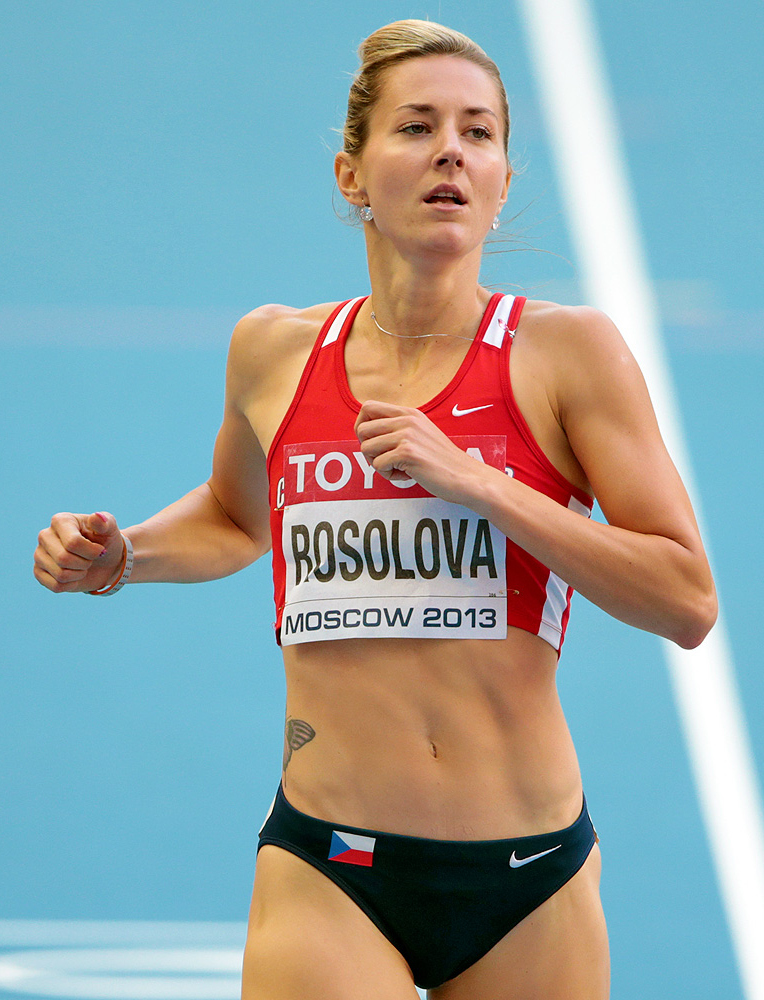
Denisa Rosolová – Rang acht

### Lauf 3

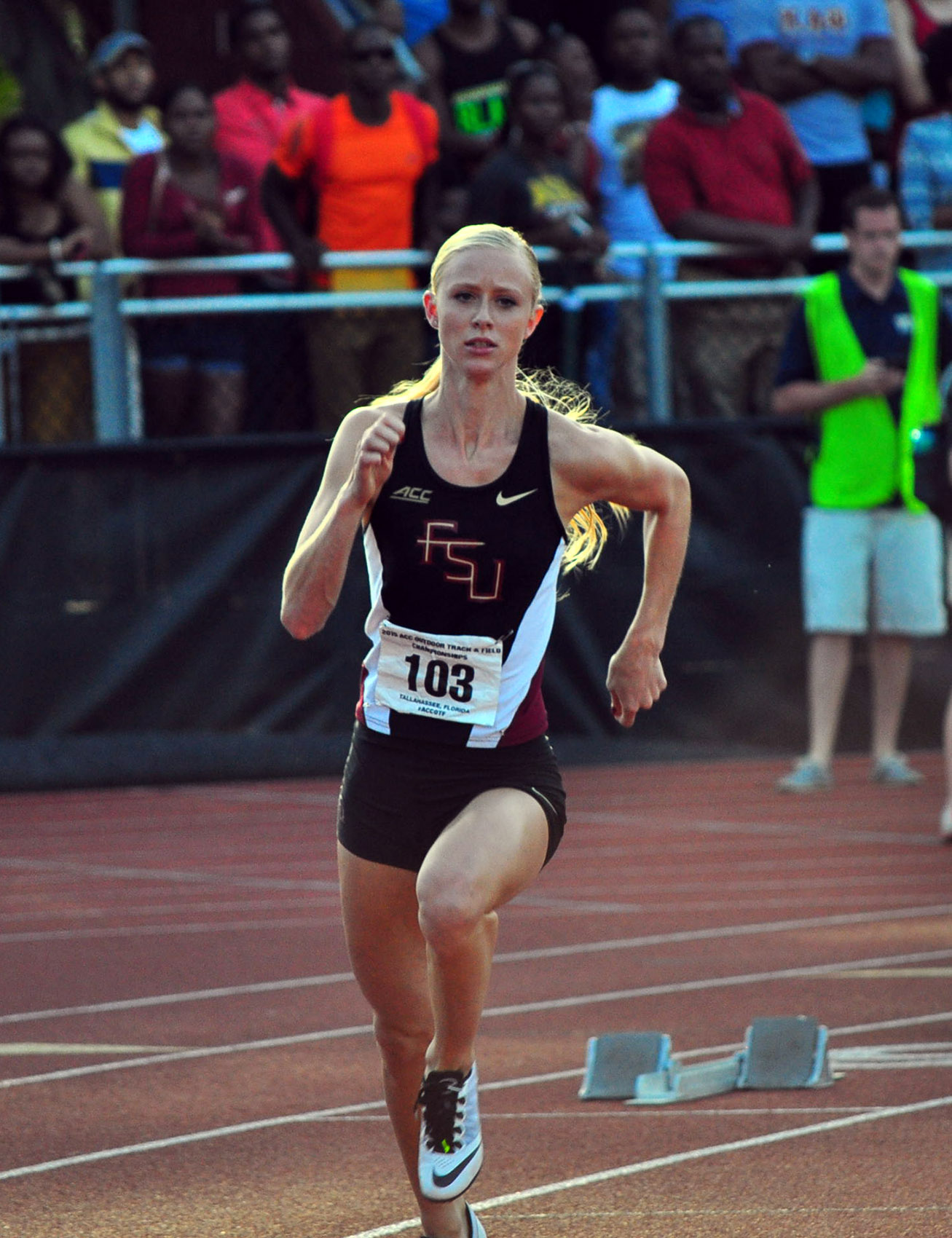
Sage Watson – ausgeschieden als Vierte des dritten Halbfinals
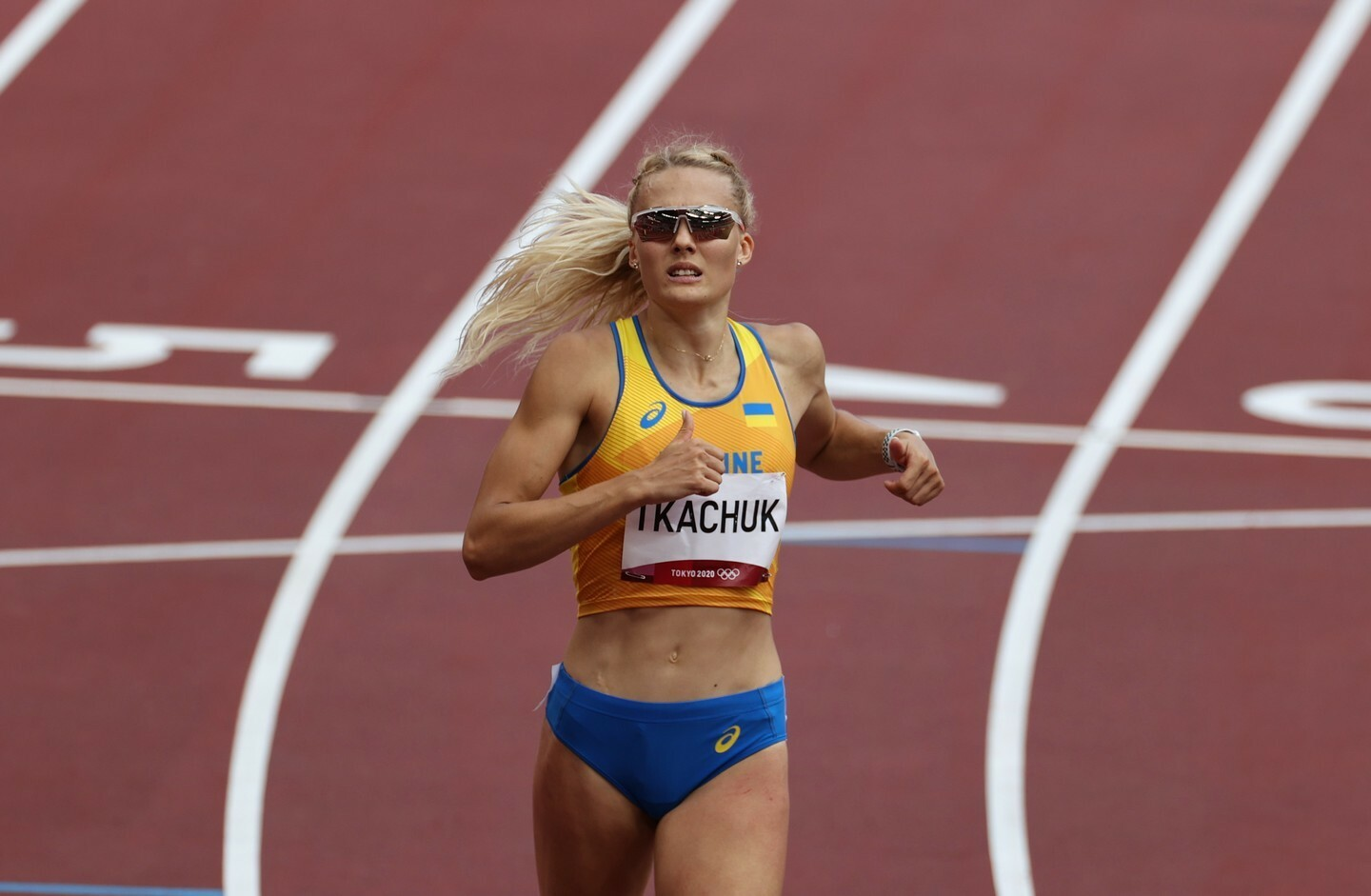
Wiktorija Tkatschuk – ausgeschieden als Achte des dritten Halbfinals

16. August 2016, 21:24 Uhr
| Platz | Name                | Nation              | Zeit (s) |
| ----- | ------------------- | ------------------- | -------- |
| 1     | Dalilah Muhammad    | USA                 | 53,89    |
| 2     | Sara Slott Petersen | Dänemark            | 54,55    |
| 3     | Leah Nugent         | Jamaika             | 54,98    |
| 4     | Sage Watson         | Kanada              | 55,44    |
| 5     | Grace Claxton       | Puerto Rico         | 55,85    |
| 6     | Janeil Bellille     | Trinidad und Tobago | 56,06    |
| 7     | Lauren Wells        | Australien          | 56,83    |
| 8     | Wiktorija Tkatschuk | Ukraine             | 56,87    |

## Finale

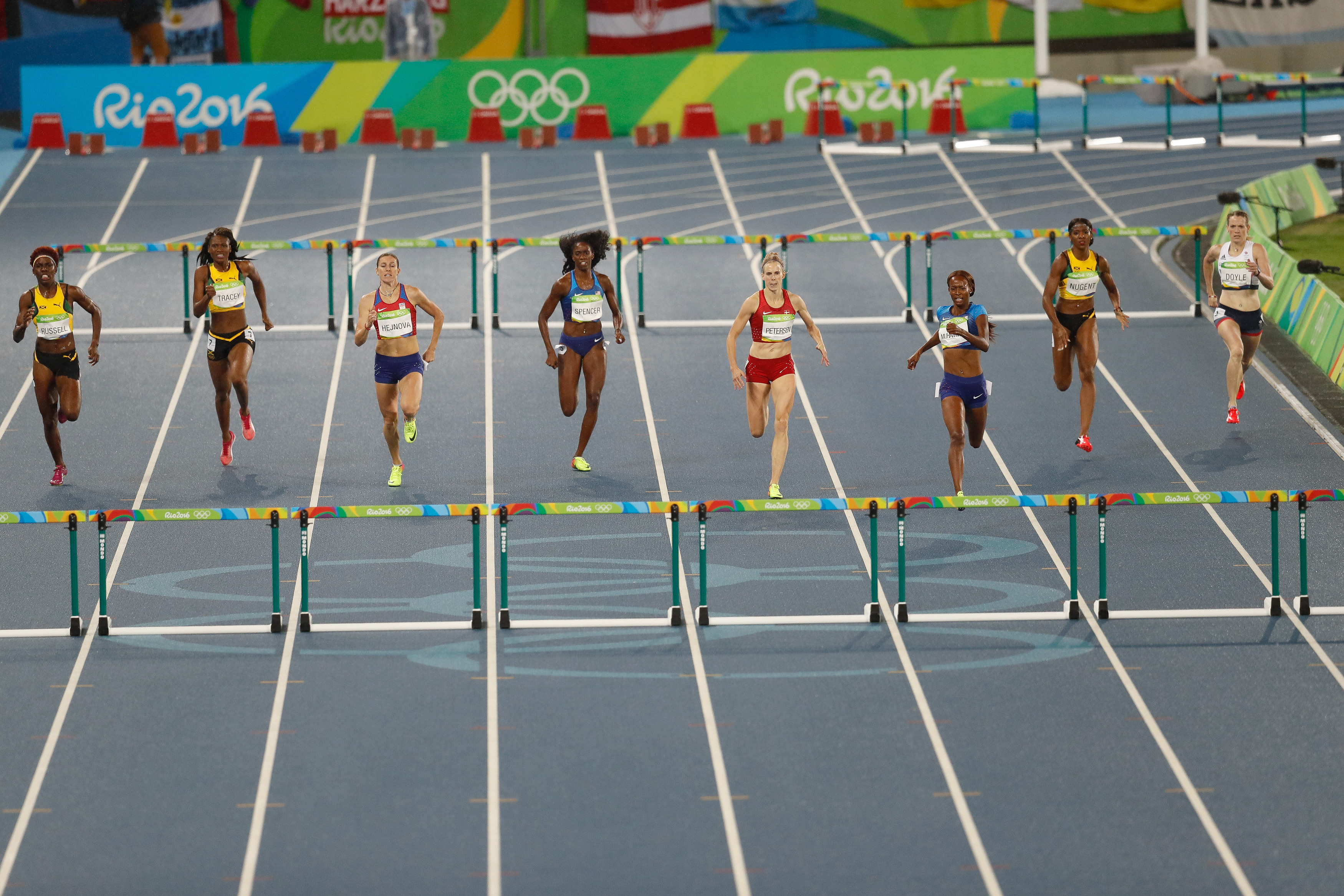
Ziemlich eng lag das Feld zu Beginn der Zielgeraden noch zusammen (v. l. n. r.): Janieve Russell, Ristananna Tracey, Zuzana Hejnová, Ashley Spencer, Sara Slott Petersen, Dalilah Muhammad, Leah Nugent, Eilidh Doyle
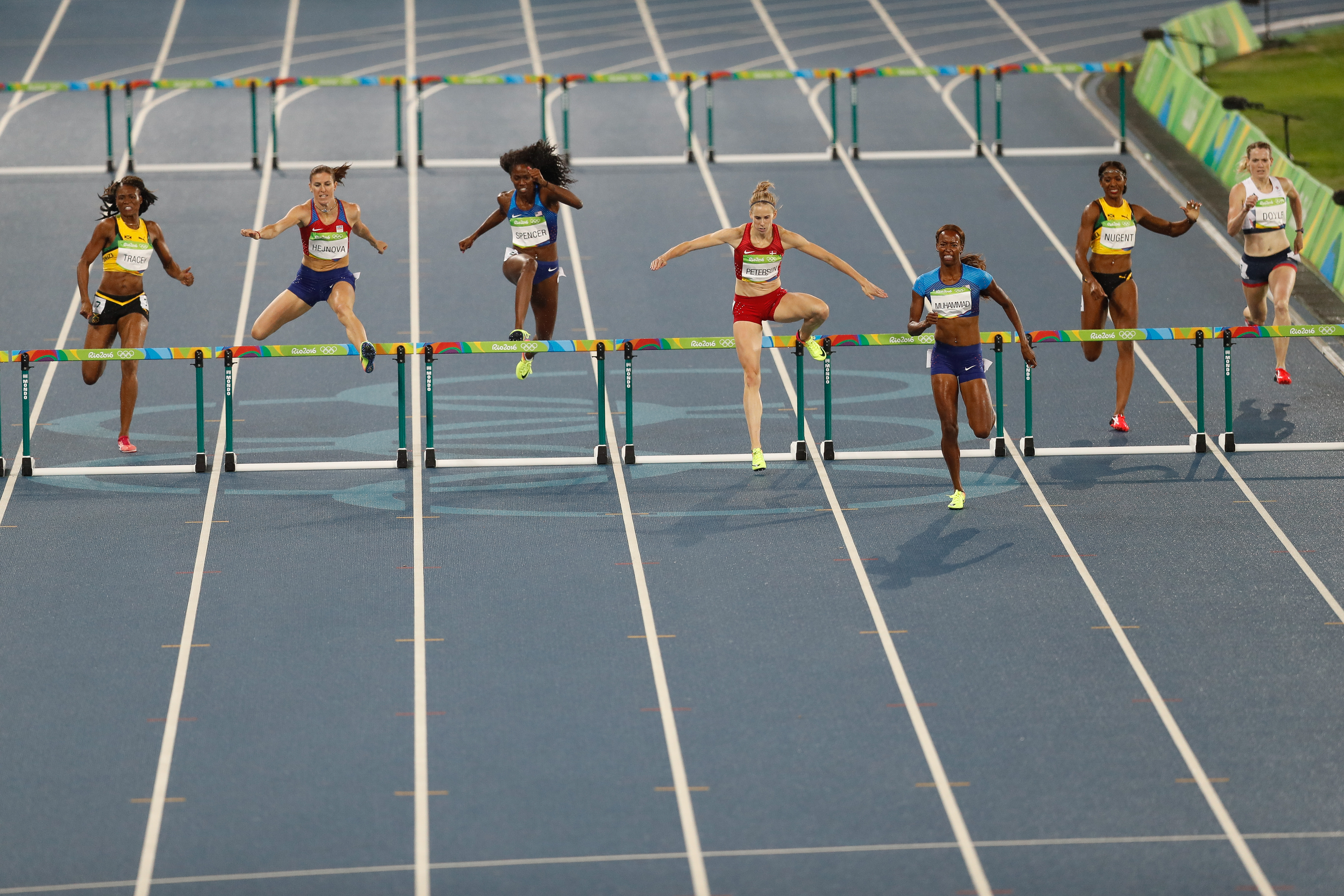
Die Finalistinnen an der letzten Hürde: In der Mitte: Dalilah Muhammad (Bahn 3) vor Sara Slott Petersen (B. 4) und Ashley Spencer (B. 6) / links: Zuzana Hejnová und Ristananna Tracey (außen) / rechts: Leah Nugent und Eilidh Doyle (innen) / nicht im Bild: Janieve Russell

18. August 2016, 22:15 Uhr
| Platz | Name                | Nation         | Zeit (s) | Anmerkung |
| ----- | ------------------- | -------------- | -------- | --------- |
| 1     | Dalilah Muhammad    | USA            | 53,13    |           |
| 2     | Sara Slott Petersen | Dänemark       | 53,55    | NR        |
| 3     | Ashley Spencer      | USA            | 53,72    |           |
| 4     | Zuzana Hejnová      | Tschechien     | 53,92    |           |
| 5     | Ristananna Tracey   | Jamaika        | 54,15    |           |
| 6     | Leah Nugent         | Jamaika        | 54,45    |           |
| 7     | Janieve Russell     | Jamaika        | 54,56    |           |
| 8     | Eilidh Doyle        | Großbritannien | 54,61    |           |

Für das Finale hatten sich alle drei Jamaikanerinnen sowie zwei US-Amerikanerinnen qualifiziert. Komplettiert wurde das Feld durch je eine Starterin aus Dänemark, Großbritannien und Tschechien.
Aufgrund ihrer Leistungen der Olympiasaison und ihres starken Halbfinals galt die US-Athletin Dalilah Muhammad als Favoritin. Die Olympiasiegerin von 2012 Natalja Antjuch aus Russland fehlte auf Grund der Sperre für russische Leichtathleten durch den Weltleichtathletikverband IAAF (heute World Athletics). Stärkste Konkurrentinnen waren die Doppelweltmeisterin von 2013 und 2015 Zuzana Hejnová aus Tschechien sowie die dänische Europameisterin Sara Petersen.
Muhammad führte von der ersten Hürde an. Sie hatte die Kurvenvorgabe der eine Bahn weiter außen laufenden Petersen schon zum Ende der ersten Kurve ausgeglichen. Zwischen der neunten und zehnten Hürde konnte Petersen ein wenig an Boden gutmachen, doch Muhammad kontrollierte das Tempo und gewann klar vor Petersen. Um Bronze kämpften zu Beginn der Zielgeraden Hejnová und die Jamaikanerin Janieve Russell, drei Meter dahinter lagen die US-Amerikanerin Ashley Spencer und die Britin Eilidh Doyle. An den letzten beiden Hürden fiel Russell zurück, während Spencer zu Hejnová aufschloss und auch an der Tschechin vorbeizog. Das brachte ihr die Bronzemedaille vor Hejnová. Die Plätze fünf bis sieben gingen an die drei Jamaikanerinnen Ristananna Tracey, Leah Nugent und Janieve Russell. Eilidh Doyle belegte Rang acht.
Sara Petersen gewann die erste Medaille Dänemarks in dieser Disziplin.

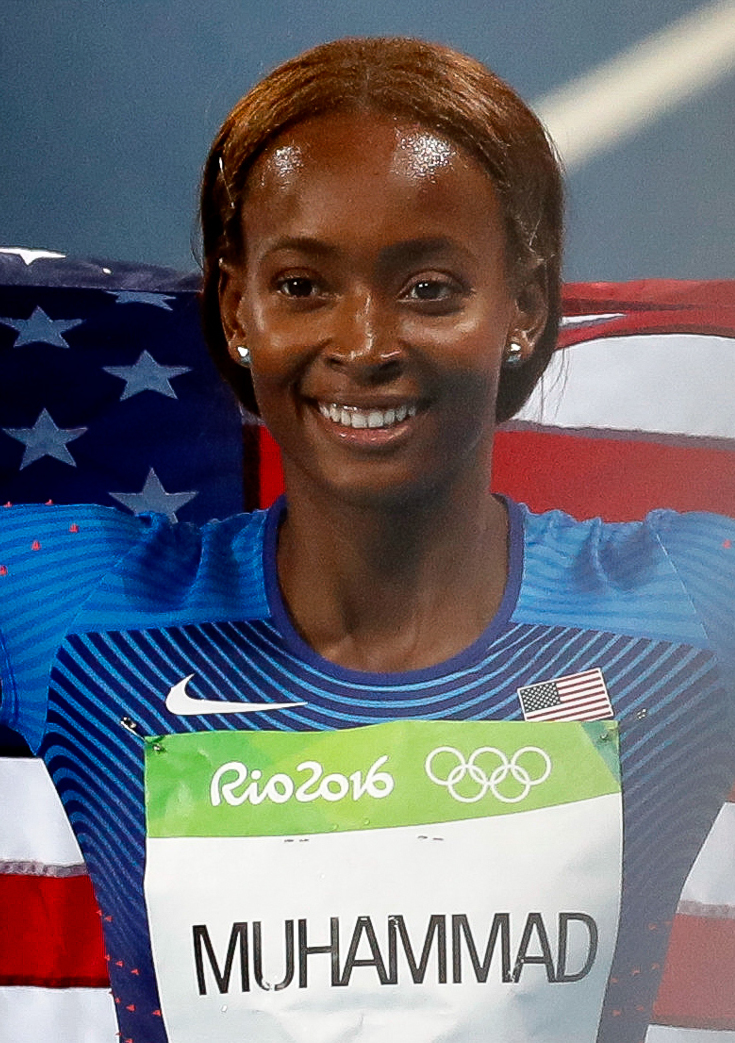
Olympiasiegerin Dalilah Muhammad
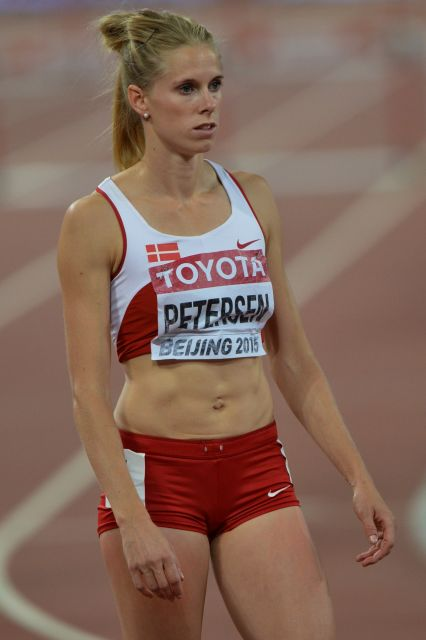
Silbermedaillengewinnerin Sara Petersen
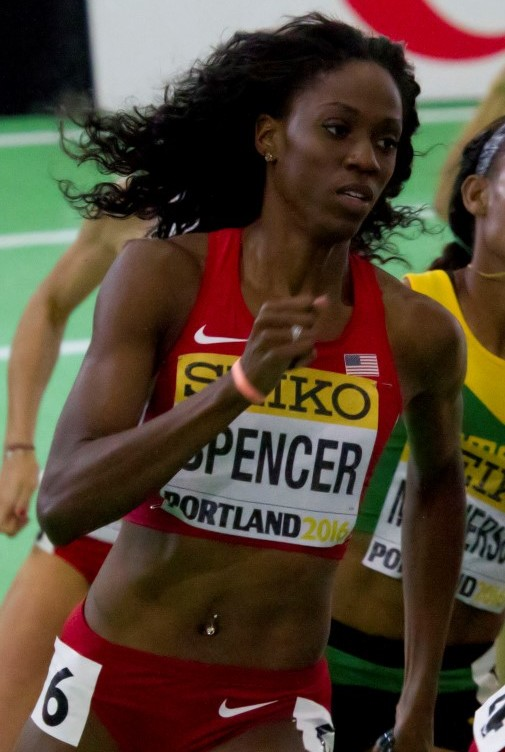
Bronzemedaillengewinnerin Ashley Spencer

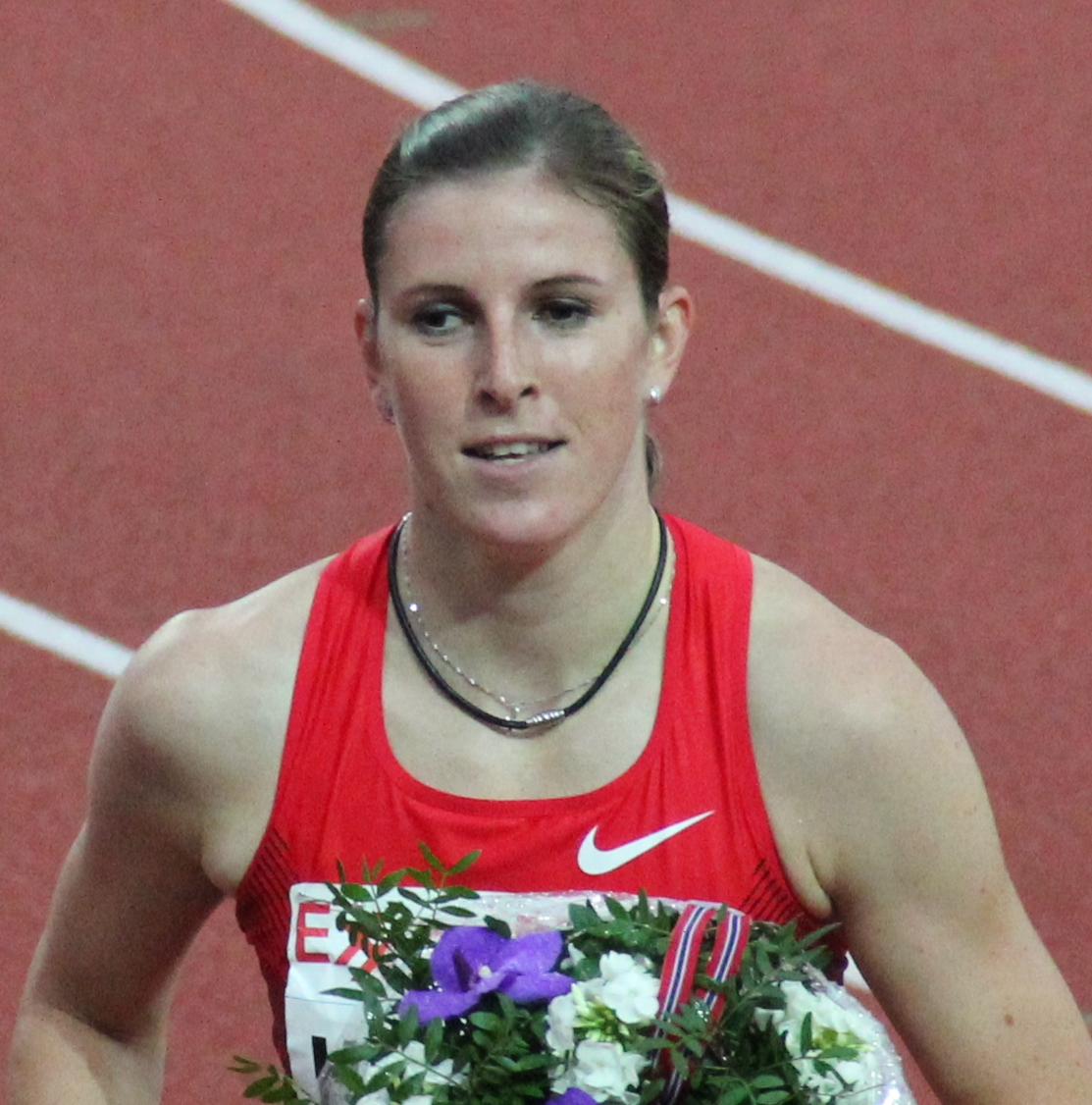
Zuzana Hejnová erreichte den vierten Platz
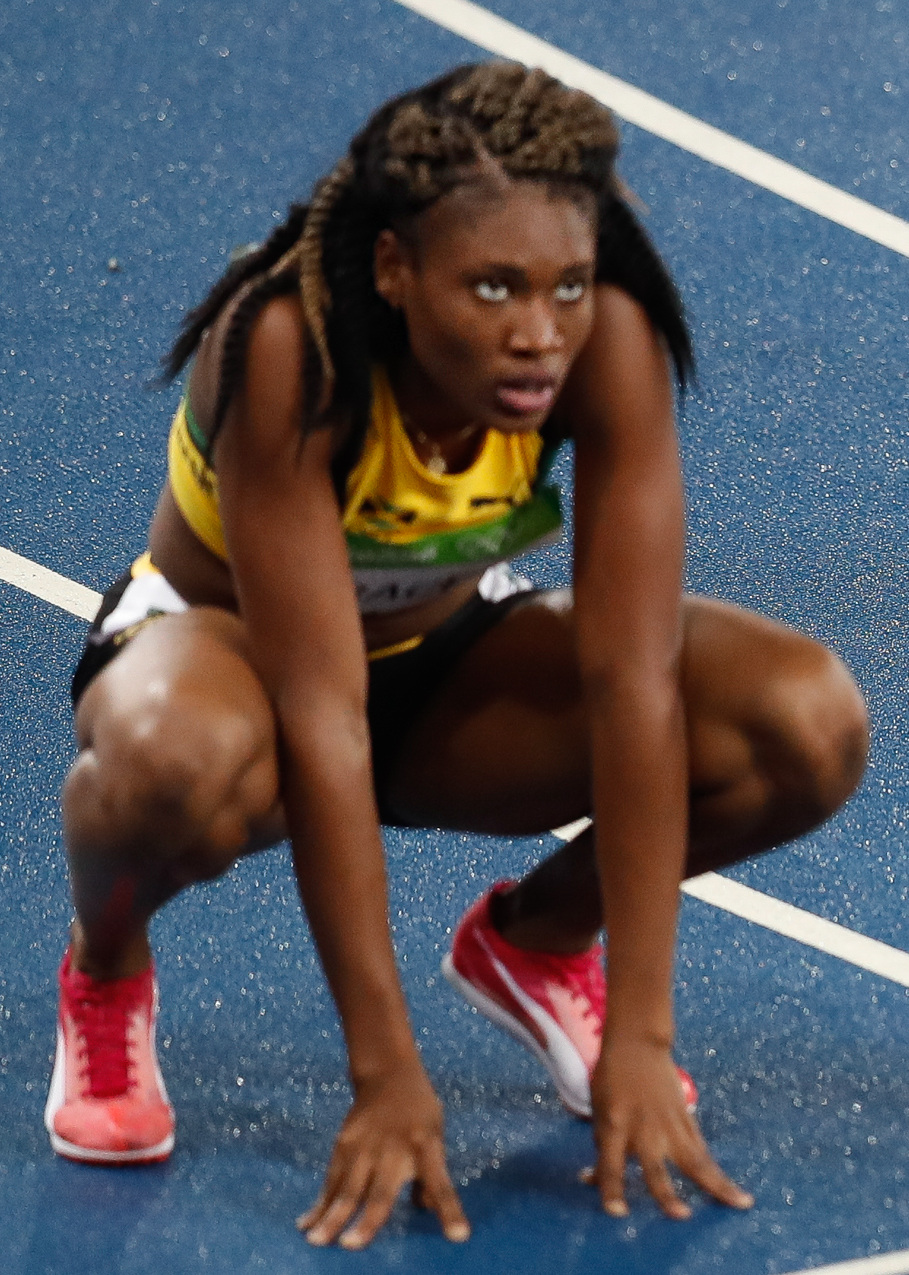
Ristananna Tracey belegte Rang fünf
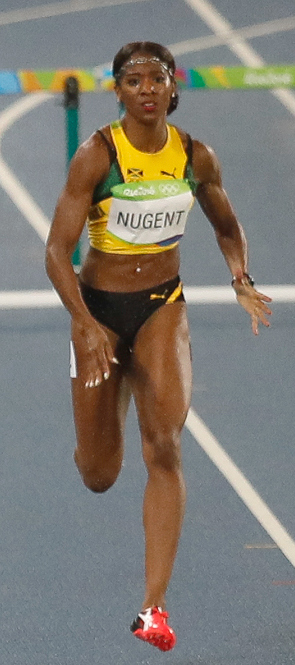
Leah Nugent kam auf Platz sechs
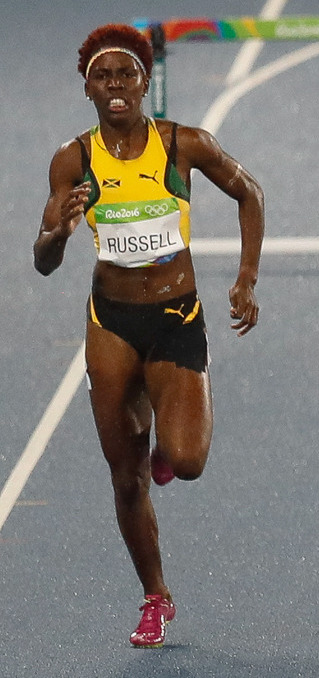
Janieve Russel wurde Olympiasiebte
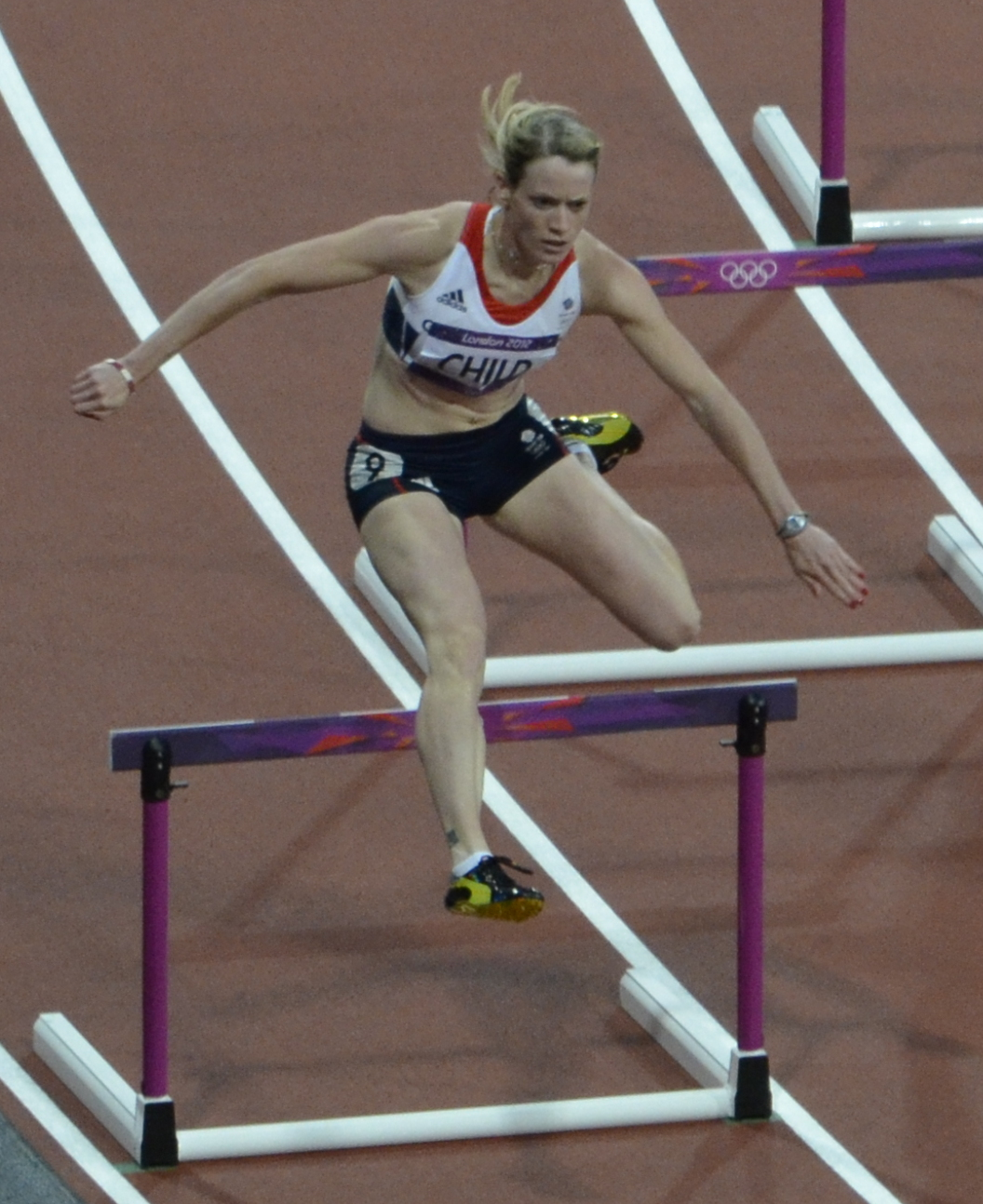
Elidh Doyle belegte den achten Rang

## Videolinks
- 400 hurdles Rio 2016, youtube.com, abgerufen am 9. Mai 2022
- 2016 Olympics: Former Trojan Dalilah Muhammed wins gold medal in 400m hurdles, youtube.com, abgerufen am 9. Mai 2022